# NGC 3339
NGC 3339 je zvijezda u zviježđu Sekstantu.

## Vanjske poveznice
- (eng.) SEDS: NGC 3339
- (eng.) Revidirani Novi opći katalog
- (eng.) Izvangalaktička baza podataka NASA-e i IPAC-a
- (eng.) Astronomska baza podataka SIMBAD
- (eng.) VizieR